# بنجامين د. رايت
بنجامين د. رايت (بالإنجليزية: Benjamin D. Wright)‏ هو محامي وقاضي وصحفي وسياسي أمريكي، ولد في 23 يناير 1799، وتوفي في 28 أبريل 1874. انتخب عضو مجلس ولاية فلوريدا.